# Sphecodes malayensis
Sphecodes malayensis är en biart som beskrevs av Blüthgen 1927. Sphecodes malayensis ingår i släktet blodbin, och familjen vägbin. Inga underarter finns listade i Catalogue of Life.